# ویلانا پالگاما
ویلانا پالگاما (به لاتین: Vilana Pallegama) یک منطقهٔ مسکونی در سری‌لانکا است که در استان مرکزی (سری‌لانکا) واقع شده‌است.